# Кръст (залив)
Заливът Кръст (на руски: Креста залив) е залив на Берингово море, явяващ се северна част на Анадирския залив, в Чукотския автономен окръг на Русия. Дължина 102 km, ширина на входа 25 km, в средната част 43 km. Дълбочина до 70 m. Бреговете му са стръмни, силно разчленени от множество малки заливи (бухти) и устията на реките. Зимата замръзва. В него се вливат реките Янранайваам, Мамчергиргин и др. Приливите са полуденонощни с височина до 3 m. На брега на залива, в най-северния му край е разположено сгт Егвекинот (районен център).
Заливът Кръст е открит през 1660 г. от руския първопроходец Курбат Афанасиевеч Иванов по време на плаването си на североизток от устието на река Анадир. В началото на август 1728 г. е вторично открит и за първи път бреговете му са описани от датския мореплавател на руска служба Витус Беринг. През 1828 г. руският мореплавател Фьодор Литке извършва първото топографско заснемане и картиране на бреговете му.